# Museu Horne
El Museu Horne és un museu d'art antic d'origen privat, situat a Florència (Itàlia). Ocupa el Palazzo Corsi al carrer Benci de la mencionada ciutat i custodia les col·leccions de l'arquitecte i historiador Herbert P. Horne, qui les va llegar a la seva mort (1916) al Comune (Ajuntament) de Florència. Entre els seus tresors, sobresurt una taula de Sant Esteve, de Giotto di Bondone.

## Història

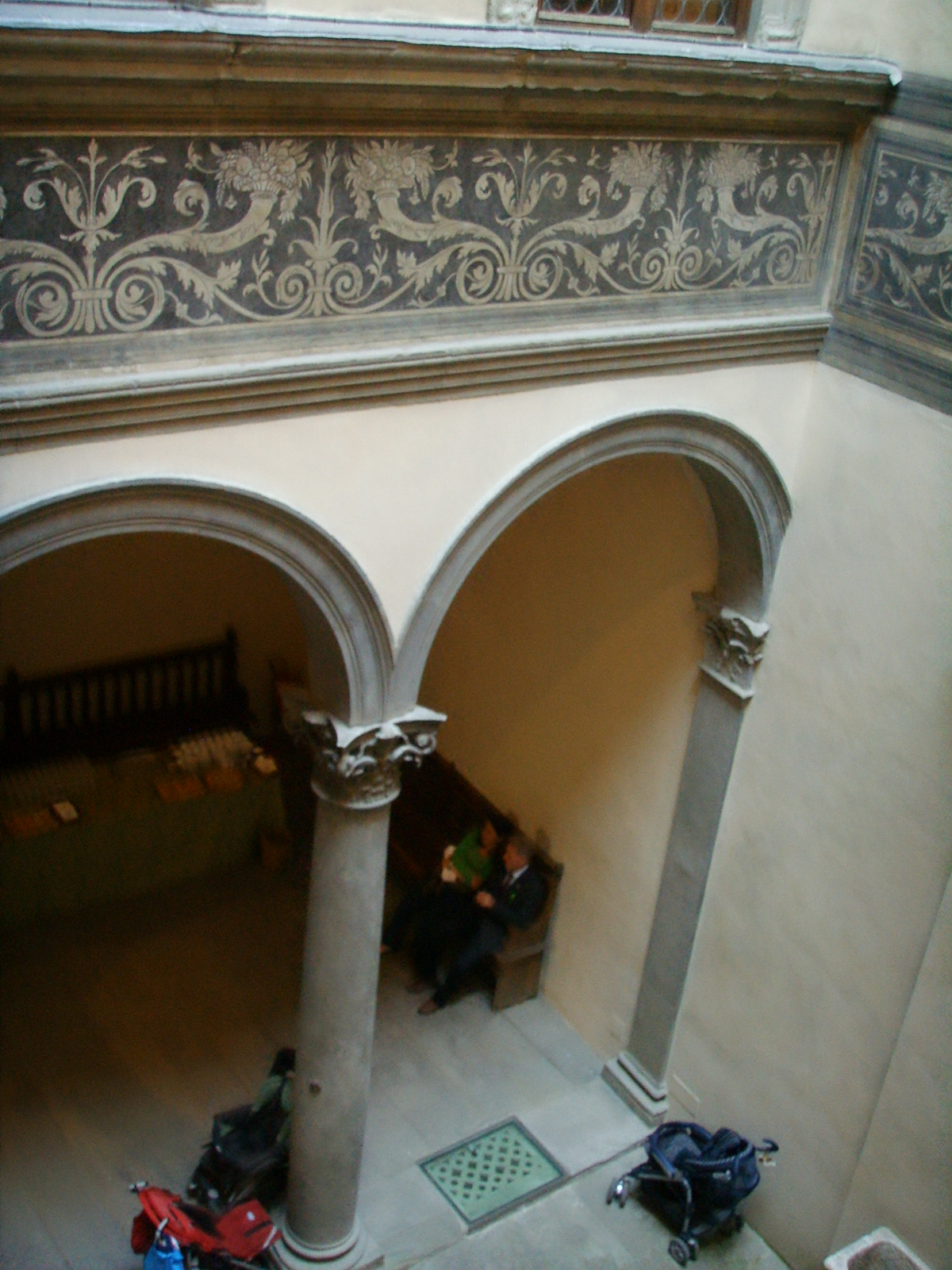
Pati interior del museu

L'any 1911, l'historiador i arquitecte anglès Herbert Percy Horne adquireix el Palazzo Corsi, a la Via de'Benci de Florència, a fi de donar un lloc adequat a la seva col·lecció privada de pintures, escultures, dissenys i mobles. La seva intenció era recrear l'atmosfera del Renaixement. En morir el 1916, Horne va llegar la mencionada col·lecció -que arribava a 6.000 peces- a les autoritats locals, que a l'any següent van impulsar una fundació «en benefici de l'estudi».
El Museu Horne va resultar molt afectat per les inundacions que van assolar la ciutat el 1966. Va trigar a reobrir-se deu anys, i les obres de reforma no es van donar per completades fins al 1989.
El Palazzo Corsi es troba al «quartiere» o barri de Santa Croce, entre els carrers Via de'Benci i Corso de'Tintori. Al segle xiv, les cases d'aquesta zona pertanyien a la poderosa família Alberti. A causa d'un deute, el 1489, els Alberti van perdre el palazzo, que va passar als germans Luigi i Simone Corsi, els que ho van ampliar i van remodelar (1492-1502) fins a quadruplicar el seu valor. No era un edifici molt gran, però això es va compensar amb un disseny encertat i feines d'obra de pedra picada de gran riquesa.

### Herbert Percy Horne

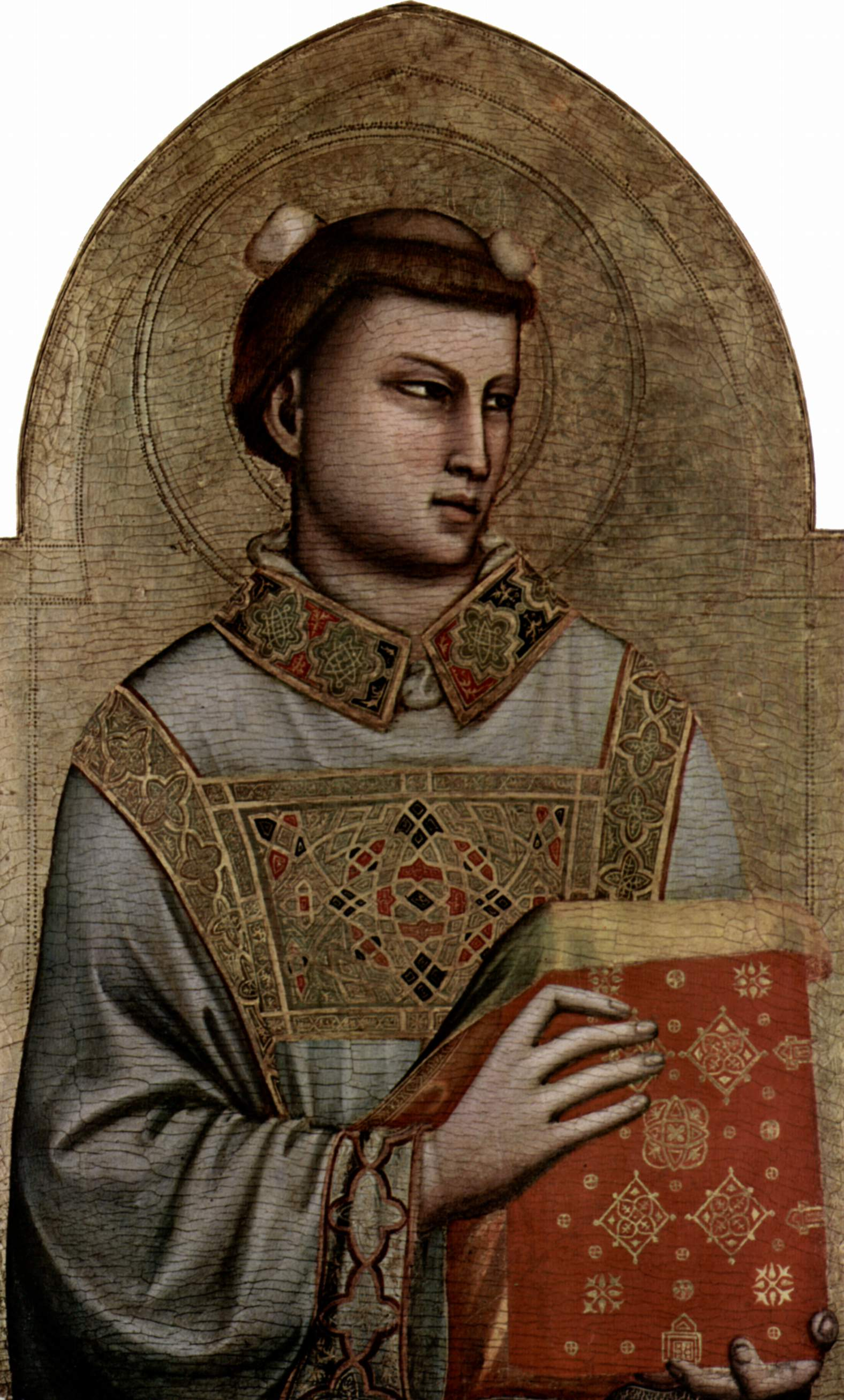
Sant Esteve de Giotto, adquirit per Herbert Percy Horne l'any 1904

Herbert Percy Horne (Londres, 1864 - Florència, 1916) va ser una figura eclèctica de l'època victoriana anglesa. Va ser dissenyador, estudiós de l'art, la música i la literatura, així com col·leccionista. Va visitar Itàlia per primera vegada el 1889, i el 1894 va arribar a Florència per escriure un llibre sobre Botticelli per a l'editorial Bell de Londres. Es va instal·lar definitivament a la ciutat dos anys més tard, encara que va mantenir els contactes amb el seu país. Va abocar-se a la crítica d'art, i la fascinació que sentia pel Renaixement el va portar a envoltar-se de pintures i tots els altres objectes d'aquesta època. Gràcies a la seva formació i al seu gust refinat, va reunir moltes peces encara que no comptava amb massa diners, almenys inicialment.
La primera obra que Horne va comprar va ser Deucalió i Pirra de Domenico Beccafumi, a Anglaterra; acostumava a seguir el mercat internacional i es va adjudicar autèntiques joies a preus modests. Per 21 lliures esterlines, va comprar un volum de dissenys de Giambattista Tiepolo. Entre 1890-1916 va comprar importants dibuixos i gravats, primer anglesos i després italians. També entre 1900-1910 va comprar els seus millors quadres; el 1904 el Sant Esteve de Giotto di Bondone a Londres per tot just 9 lliures i cinc xílings, i el 1906 un tríptic de Pietro Lorenzetti per mil lires. També va comprar dos quadres de Francesco Furini, la qual cosa demostra el seu gust avançat doncs Furini, era aleshores poc cotitzat, i Horne es va anticipar al nou creixement crític del barroc florentí.
D'altra banda, Horne va mantenir una activitat com a marxant per a altres, com el Metropolitan Museum of Art de Nova York i el col·leccionista John G. Johnson. Per fer-ho, va arribar a un acord amb Bernard Berenson.

## Col·leccions
Actualment, el Museu Horne es presenta al públic tal com volia Horne: com si fos una refinada selecció d'obres mestres de pintura i escultura -des de Giotto i Simone Martini, fins Giambologna-, a una casa moblada amb peces valuoses que van del segle xiii al XVI. Al cor de Florència, el Museu Horne s'ofereix com un espai per reviure el passat i descobrir costums i arts de la ciutat dels segles XV i XVI.
El museu està especialitzat en pintura, escultura i arts decoratives dels segles XIV-XVI, d'acord amb el gust pel Renaixement que es va imposar a l'època victoriana. El seu punt fort són les pintures dels anomenats «primitius» -segles XIV i XV-, que Horne va poder reunir a preus assequibles quan encara no s'havien posat de moda.

### Pintura
La gran joia del Museu Horne és el Sant Esteve de Giotto. El segueixen, entre altres obres, un díptic Mare de Déu amb l'Infant i Ecce Homo de Simone Martini, una taula amb tres sants de Pietro Lorenzetti, Crist ressuscitat de Filippo Lippi, La reina Vasti de Filippino Lippi, Sant Jeroni de Piero di Cosimo, Escena de la vida de sant Julià de Masaccio, Sagrada Família de Domenico Beccafumi, Al·legoria de la música de Dosso Dossi, Ecce homo de Agnolo Gaddi.

### Escultura
La secció d'escultura inclou un Nu masculí i una Venus, tots dos en terracota, de Giambologna, així com un Sant Pau en fusta policromada de Vecchietta. Altres obres destacades són Cavaller vencent l'enemic i un baix relleu d'una Mare de Déu amb l'Infant, tots dos de Jacopo Sansovino.

### Dibuixos i arts decoratives
La col·lecció de dibuixos inclou originals de Rafael Sanzio, Giulio Romano, Guido Reni, Guercino, un Autoretrat de Pontormo i Estudi de paisatge de Parmigianino. Segons algunes fonts, per la seva fragilitat els dibuixos es troben guardats a la Galleria degli Uffizi.
El museu s'ambienta amb múltiples mobles i peces decoratives i d'ús quotidià, majorment d'un període històric entre els segles XV i XVII. Destaquen diversos baguls per desar roba, així com miralls, plats de majòlica, orfebreria i d'altres objectes vistosos.

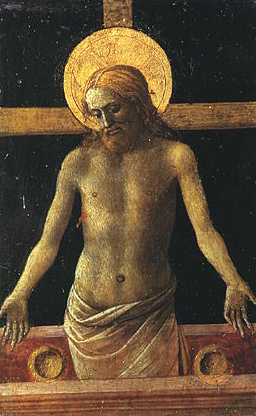
Crist ressuscitat de Filippo Lippi
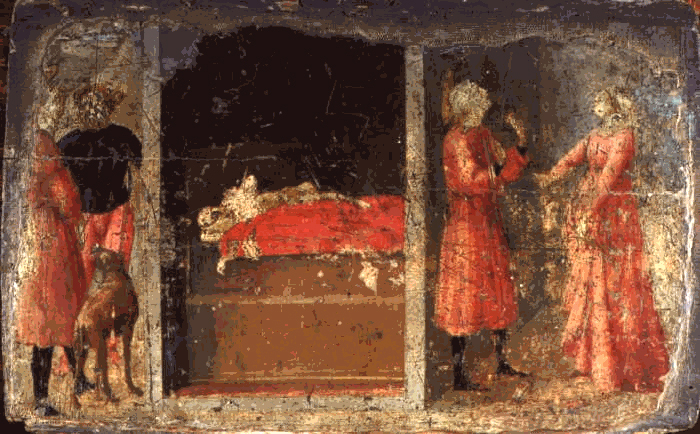
Escena de la vida de sant Julià de Masaccio
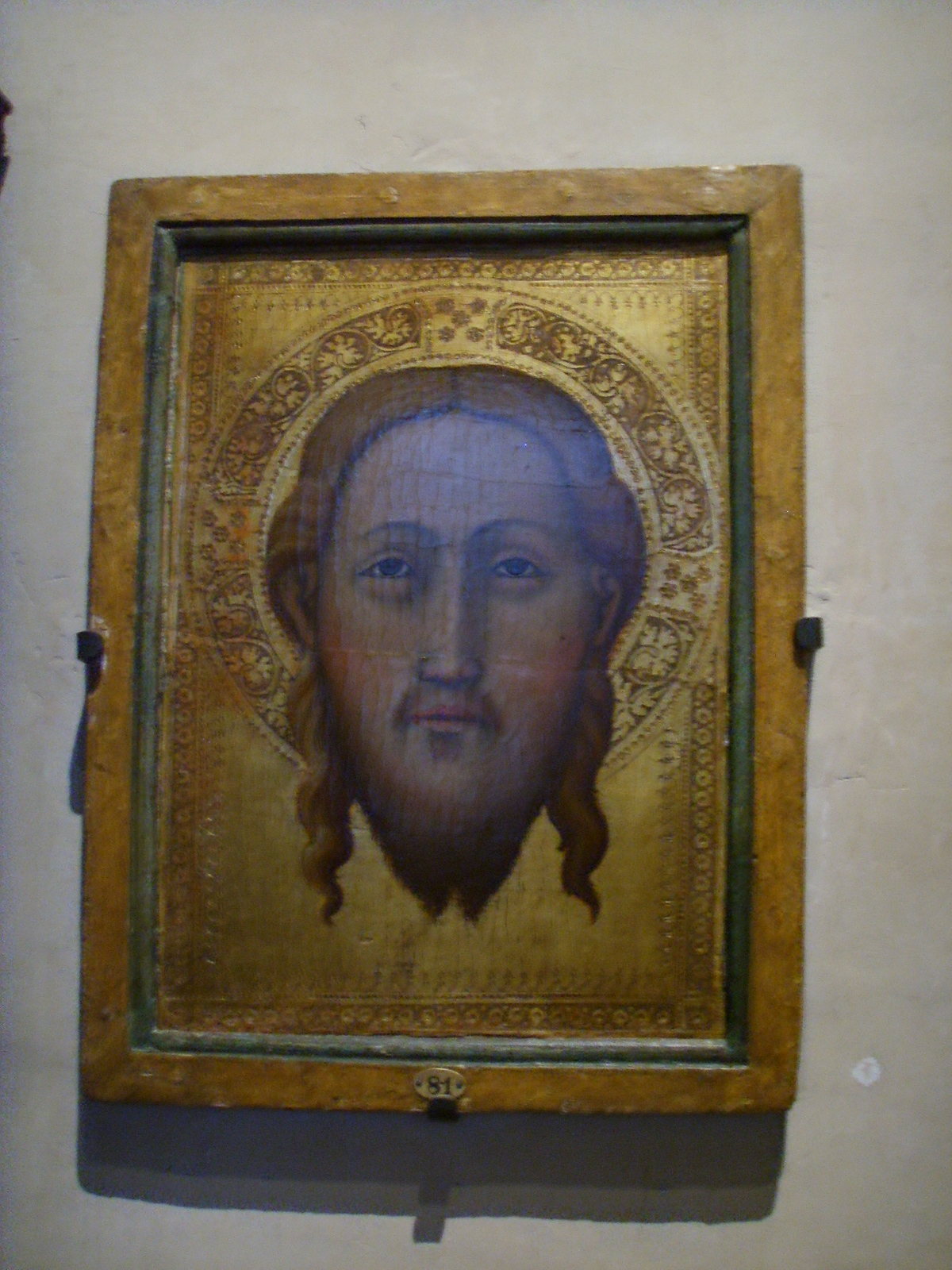
Ecce Homo de Agnolo Gaddi

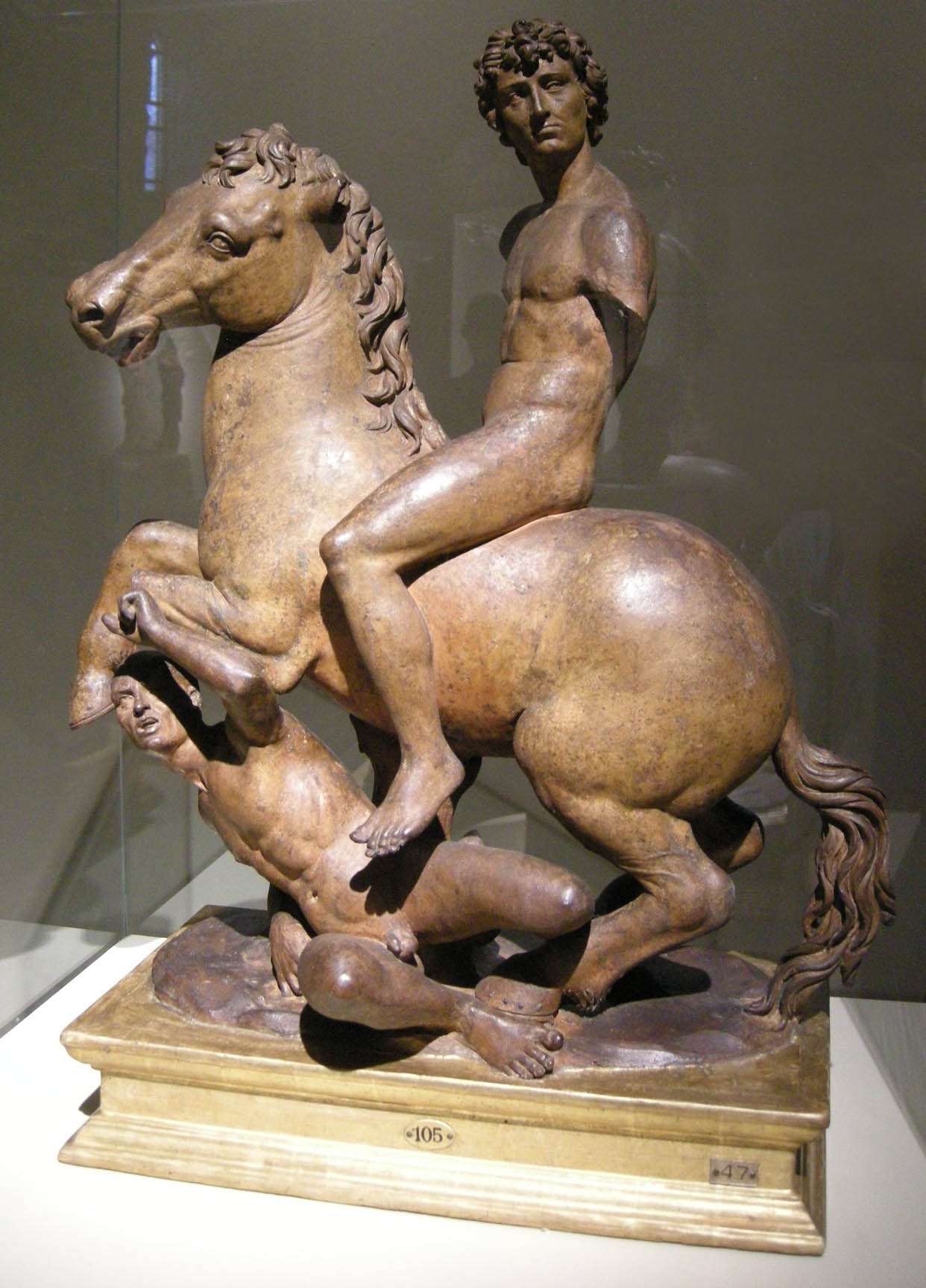
Cavaller vencent l'enemic' de Jacopo Sansovino
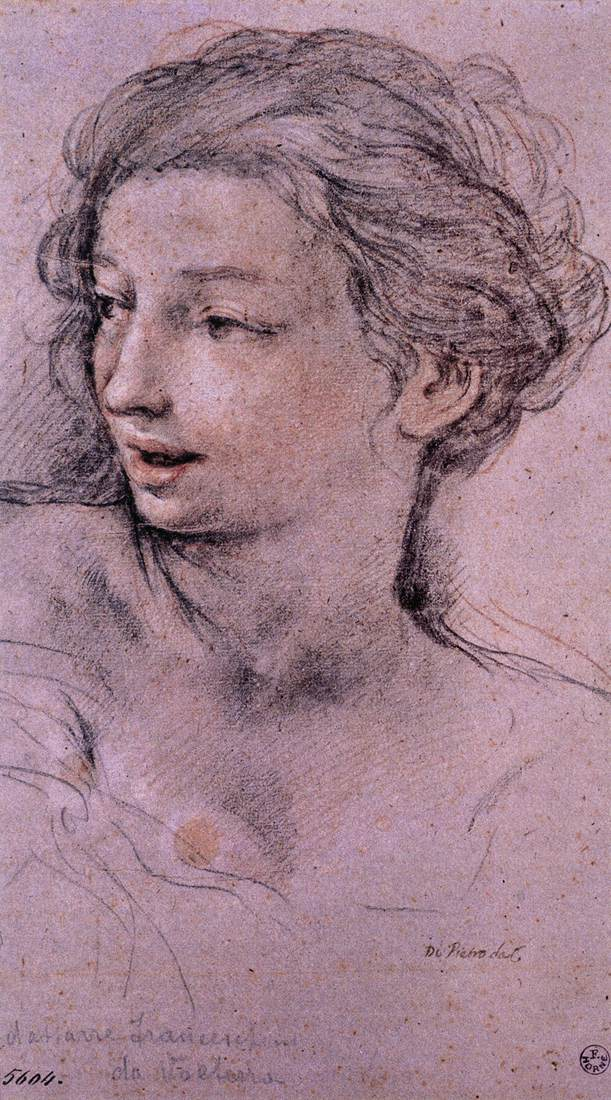
Estudi dibuix de Pietro da Cortona
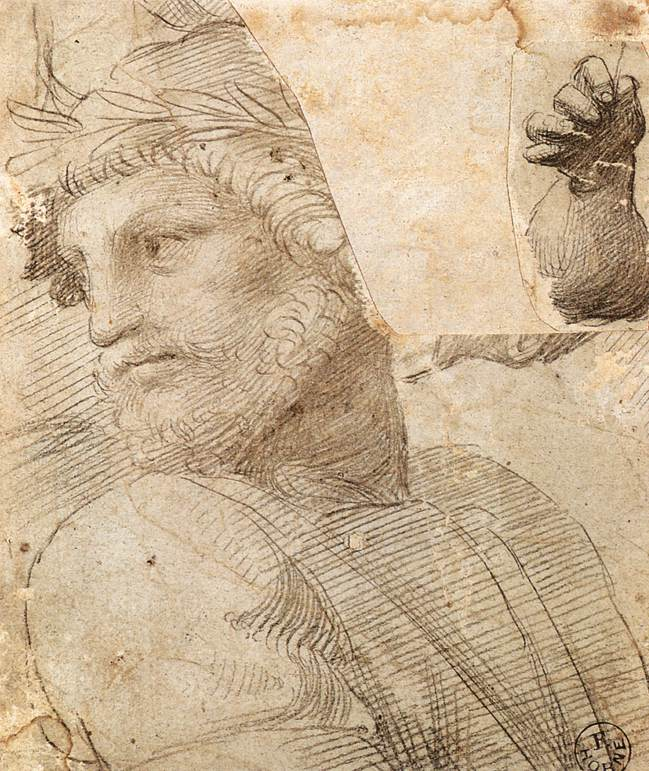
Dibuix de Rafael Sanzio
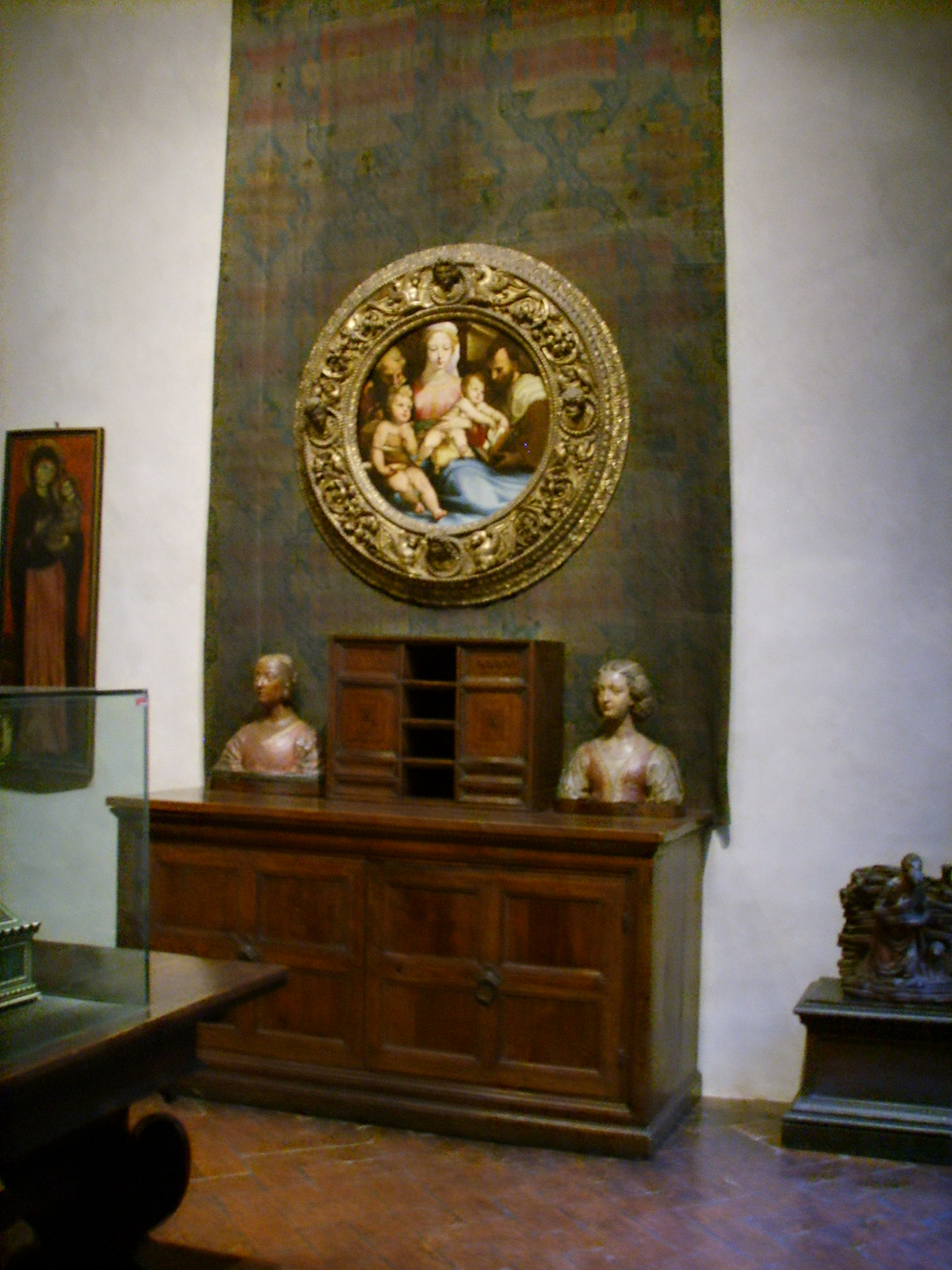
Saleta amb la Sagrada Família de Domenico Beccafumi